# Avenida dos Bandeirantes
La Avenida dos Bandeirantes (en español: Avenida de los Bandeirantes) es una de las principales avenidas de la ciudad de São Paulo. Se encuentra en la Subprefectura de Pinheiros y es la principal vía de acceso al Aeropuerto de Congonhas, además de servir de conexión entre la Marginal Pinheiros y las autopistas Anchieta e Imigrantes. La avenida tiene un gran flujo de tránsito de camiones debido a las exportaciones que salen por el puerto de Santos.
La Avenida dos Bandeirantes se llamaba originalmente Estrada da Traição ("Carretera de la Traición") y fue construida sobre el lecho canalizado del Córrego da Traição que se extendía desde el Planalto Paulista hasta el Río Pinheiros, desembocando donde se encuentra actualmente la Usina Elevatória da Traição ("Planta de Elevación de la Traición").
- Datos: Q4854507
- Multimedia: Avenida dos Bandeirantes (São Paulo) / Q4854507